# Alypia ridingsii
Alypia ridingsii är en fjärilsart som beskrevs av Augustus Radcliffe Grote 1864. Alypia ridingsii ingår i släktet Alypia och familjen nattflyn. Inga underarter finns listade i Catalogue of Life.